# زي تيلوغو
زي تيلوغو هي قناة تلفزيونية بالكابل ناطقة باللغة التيلوغوية. تملك القناة زي للمشاريع الترفيهية، وهي جزء من مجموعة إيسيل.